# فيكتوريا سانشيز (موزع)
فيكتوريا سانشيز (بالإسبانية: Victoria Sánchez) (و. 1986  م) هي موزعة، وعازفة بيانو فنزويلية، ولدت في كاراكاس، تستخدم آلات بيانو.